# Sinatrina doktrina
Sinatrina doktrina je naziv kojim se sovjetska vlada Mihaila Gorbačova koristila kako bi šaljivo opsiala svoju politiku prema susjednim državama Varšavskog pakta prema kojoj je tvrdila kako je narodima Pakta dopustila slobodno odlučivanje o unutarnjim pitanjima. Ime aludira na Sinatrinu pjesmu „My way” (Moj put).

## Stanje prije usvajanja doktrine
Brežnjevljeva doktrina pod kojom je vođen Sovjetski Savez od 1968. do 1989., pri strogom nadziranju unutarnjih poslova satelitskih republika naišla je na otpor krajem osamdesetih. Unutarnji potresi u strukturi sovjetskoga sustava, sve veće gospodarske poteškoće, jačanje protukomunističkih pokreta u zemlji, i posljedice rata u Afganistanu, smanjili su stvaran utjecaj Sovjetskog Saveza na njegove susjede. Sinatrina doktrina viđena je u Moskvi kao davanje dozvole saveznicima o osobnom odlučuivanju o svojoj budućnosti. Činjenica je da je to retrospektivna politika, jer su sovjetski saveznici već odavno imali dosta veliku slobodu odlučivanja. Mjesec dana prije Gerasimove izjave:
- Poljska je osnovala prvu nekomunističku vladu od četrdesetih godina 20. st.,

- Mađarska je otvorila svoju granicu s Austrijom u kolovozu 1989., zanemarujući Željeznu zavjesu, kao uzrok otvaranja ka zapadu, tisuće osoba prebjeglo je na zapad, što je uznemirilo vladu Istočne Njemačke. Usprkos tomu mađarska vlada nije htjela spriječiti egzodus.

Ovi događaji su veoma uznemirili tvrdokorne komuniste u Istočnoj Njemačkoj poput Ericha Honeckera, vođe istočnonjemačke komunističke partije. On je osudio kraj tradicionalnog socijalizma u Sovjetskom bloku i molio Moskvu da obuzda Mađare. Honecker se suočio s rastućom krizom u svojoj zemlji, s masivnim anti-vladinim demonstracijama u Leipzigu i ostalim Istočnonjemačkim gradovima. 

## Usvajanje doktrine
Izraz je skovao 25. listopada 1989. izaslanik ministarstva vanjskih poslova Genadij Gerasimov. Pojavio se na gledanom američkom televizijskom programu Dobro jutro, Ameriko, objašnjavajući stav koji je dva dana prije iznio sovjetski ministar vanjskih poslova Eduard Ševardnadze. Rekao je kako sovjeti priznaju slobodu izbora svim zemljama, a to se posebno odnosi na države članice Varšavskoga pakta. Gerasimov je rekao novinaru: „Mi sada imamo Frank Sinatrinu doktrinu. On je napisao pjesmu, I Did It My Way: Pa tako svaka zemlja sama odlučuje kojim će putem ići.” Na pitanje novinara znači li to kako Moskva prihvaća moguća odbacivanja komunističkoga režima u sovjetskom bloku odgovorio je: „Svakako ... političke strukture mora birati narod koji živi tamo.”

## Posljedice usvajanja doktrine
Proglašenje „Sinatrine doktrine” imalo je dramatične posljedice širom Sovjetskoga bloka. Istočnonjemačka vlada izgubila je očekivanu pomoć iz Moskve te je izostala intervencija, kako bi se obranio komunistički režim. Kada je Istočna Njemačka kao odgovor na apel iz Moskve dobila Ševardnadzeov govor i Gerasimov opis nove politike, Honeckerova poruka navodno je bila:„Ne zamarajte nas s vašim problemima, riješite ih sami.” 
To je bio jasan znak kako istočnonjemački komunisti neće moći više računati na pomoć iz SSSR-a. Nekoliko tjedana kasnije zbačane su komunističke partije Istočne Njemačke, Čehoslovačke i Bugarske, označavajući simbolički kraj Hladnoga rata i podjele Europe. 